# صيف كيكوجيرو (فلم)
صيف كيكوجرو كوميديا يابانية لتاكيشي كيتانو، الذي صدرت في عام 1999.

## قصة
مع بدء العطلة الصيفية، صبي عمره تسعة سنوات اسمه ماساو، يعيش مع جدته، ويريد لقاء والدته التي لم يرها لفترة طويلة.
بمساعدة من ياكوزا سابق يدعى Kikujiro. يقرر ماساو أنّ يذهب في رحلة للعثور عليها.
سيرتجل الثنائي في رحلتهما وسائل النقل في جميع أنحاء البلاد، ويلتقون شخصيات غير عادية.

## وصلات خارجية
- مقالات تستعمل روابط فنية بلا صلة مع ويكي بيانات